# Leintobel
Leintobel (westallgäuerisch: Loitobəl) ist ein Gemeindeteil der Marktgemeinde Scheidegg im bayerisch-schwäbischen Landkreis Lindau (Bodensee).

## Geographie
Der Weiler liegt circa drei Kilometer südöstlich des Hauptorts Scheidegg und zählt zur Region Westallgäu. Westlich der Ortschaft liegt Lindenau.

## Ortsname
Im Grundwort beschreibt der Ortsname ein Tobel. Das Bestimmungswort könnte einen Lein(baum), eine Ahornart, oder ein das mittelhochdeutsche Wort lein für Lehm beschreiben.

## Geschichte
Der Ort wurde erstmals im Jahr 1569 als Leindobel urkundlich erwähnt. 1772 fand die Vereinödung des Orts mit sieben Teilnehmern statt. Leintobel gehörte einst der Herrschaft Altenburg an, später der Gemeinde Scheffau, die 1972 nach Scheidegg eingemeindet wurde.